# Поляриметрия
Поляриметрия —  методы физических исследований, основанные на измерении степени поляризации света и угла поворота плоскости поляризации света при прохождении его через оптически активные вещества. Угол поворота в растворах зависит от их концентрации; поэтому поляриметрия широко применяется для измерения концентрации оптически активных веществ.
Методы исследования излучения, основанные на измерении:
- степени поляризации излучения (света, радиоволн)
- оптической активности веществ или их растворов

Поляриметрия используется для исследования излучений, а также в аналитической и структурной химии.

## Теория поляриметрии
Оптическая активность веществ очень чувствительна к изменениям пространственной структуры молекул и к межмолекулярному взаимодействию.
Поляризуемость атомов, ионов и молекул определяет степень межмолекулярного взаимодействия и его влияние на оптическую активность среды.
Поляриметрия даёт ценную информацию о природе заместителей в органических молекулах, о строении комплексных неорганических соединений.

## Исследование оптической активности веществ
С помощью оптических поляриметров определяют величину вращения плоскости поляризации света при прохождении его через оптически активные среды (твёрдые вещества или растворы).
Поляриметрия широко применяется в аналитической химии для быстрого измерения концентрации оптически активных веществ (см. Сахариметрия), для идентификации эфирных масел и в других исследованиях.
- Величина оптического вращения в растворах зависит от их концентрации и специфических свойств оптически активных веществ.
- Измерение вращательной дисперсии света (спектрополяриметрия, определение угла вращения при изменении длины волны света позволяет изучать строение веществ).